# Joseph Freiherr von Maroicic
Joseph Freiherr Maroicic von Madonna del Monte, né le 6 avril 1812 à Svidník et mort le 17 octobre 1882 à Vienne, était un général autrichien d'origine croate.